# Clémentine Mukandanga
Clémentine Mukandanga (* 8. Dezember 1985 im Distrikt Ngoma) ist eine ruandische Langstreckenläuferin.
Im Juli 2014 erreichte sie den zehnten Platz bei den Commonwealth Games in Glasgow im 10.000-Meter-Lauf im Hampden Park und eine neue persönliche Bestleistung. Im Dezember des gleichen Jahres gewann Mukandanga den fünf Kilometer langen Christmas Run im Stade Amahoro in Kigali. Bei den Afrikaspielen 2015 in der Republik Kongo wurde sie Sechste im 10.000-Meter-Lauf mit einer Zeit von 33:15,54 Minuten. Im Februar 2017 wurde sie Erste im 10.000-Meter-Lauf der Frauen bei den Cross Country Championships in Kicukiro. 2019 nahm sie an den Weltmeisterschaften in Doha teil und 2020 gewann sie den Varna Marathon in Bulgarien mit einer Laufzeit von 2:35:14 h.
Bei den Olympischen Sommerspielen 2024 in Paris nahm sie am 11. August am Marathonlauf der Frauen teil. Für die Spiele qualifizierte sie sich als einziger Sportler aus Ruanda direkt, indem sie beim Firenze Marathon im Dezember 2023 eine persönliche Bestzeit von 2:25:54 h erreichte. Die Mindestanforderung für eine Qualifikation lag bei 2:26:50 h. Trainer für die beiden ruandischen Leichtathleten bei den Spielen ist Eric Karasira. Mukandanga war zusammen mit Radrennfahrer Eric Manizabayo Fahnenträger Ruandas bei der Eröffnungsfeier am 26. Juli.